# Гизберт VII фон Бронкхорст
Гизберт VII (III) фон Бронкхорст (на немски: Gisbert VII von Bronckhorst-Borculo; на нидерландски: Gijsbert VII van Bronckhorst; * 16 декември 1444; † 1 декември1489) е рицар, е господар на Бронкхорст (1458 – 1489) и Боркуло (1477 – 1489).

## Произход
Той е вторият син на Ото фон Бронкхорст († 1458) и втората му съпруга Елизабет фон Насау († 1459), дъщеря на граф Йохан I фон Насау-Байлщайн († 1473) и Мехтилд фон Изенбург († сл. 1415). Внук е на господар Гизберт I фон Бронкхорст († 1409) и съпругата му Хедвиг фон Текленбург († сл. 1417), дъщеря на граф Ото VI фон Текленбург († 1388) и Аделхайд (Айлика) фон Липе († сл. 1392). По-големият му брат е Фридрих фон Бронкхорст († 1506), господар на Бронкхорст и Боркуло, Щеендерен.
Гизберт III фон Бронкхорст умира на 1 декември 1489 г. на 34 години и е погребан в Моникуизен, Арнем, Нидерландия.

## Фамилия
Гизберт VII/III фон Бронкхорст се жени за Елизабет фон Егмонт (1455 – 1539), дъщеря на Вилхелм IV фон Егмонт-Леердам (1412 – 1483) и Валбурга фон Мьорс-Сарверден († 1459), дъщеря на граф Фридрих IV фон Мьорс. Те имат две дъщери:
- Валпурга фон Бронкхорст († 21 декември 1522), омъжена на 27 март 1490 г. за граф Симон V фон Липе (* 1471; † 17 септември 1536)
- Елизабет фон Бронкхорст († 1 декември 1489), омъжена за Ото фон Текленбург-Ибург († 1493), син на Ото фон Текленбург и Алайдис фон Плесе

Вдовицата му Елизабет фон Егмонт се омъжва втори път за Йохан фон дер Аа, господар на Бокховен († 1539).